# Steneofiber
Steneofiber is een monotypisch geslacht van uitgestorven zoogdieren dat voorkwam in het Vroeg-Mioceen. Het bevatte verschillende soorten bevers. Onder hen zijn Steneofiber barbouri, Steneofiber complexus, Steneofiber depereti, Steneofiber fossor, Steneofiber gradatus en Steneofiber hesperus. Hun verschillende soorten kwamen voor van het oostelijke uiteinde van het Iberisch schiereiland tot het zuiden van Japan. Steneofiber depereti is gevonden in het noordwesten van Duitsland.

## Leefwijze
Deze kleine knaagdieren van dertig centimeter lang leefden waarschijnlijk in grote zoetwatermeren, zoals de huidige bevers. Een semi-aquatische levensstijl wordt aangegeven door de aanwezigheid van kamklauwen, die bevers gebruiken om hun vacht waterdicht te maken. Hoogstwaarschijnlijk was het dier niet in staat om bomen neer te halen zoals zijn huidige verwanten. Steneofiber waren meer landbewonend dan de huidige bevers en leefden in holen, maar fossielen worden nog steeds gevonden in de buurt van oude waterbronnen. De vondst van een mogelijke familiegroep van Steneofiber-skeletten in Frankrijk is gebruikt om te concluderen dat het geslacht een K-geselecteerde voortplantingsstrategie hanteerde, zoals de huidige bevers, waarbij uitgebreide ouderlijke zorg wordt gegeven aan een klein aantal nakomelingen. Steneofiber behoren tot de vroegst bekende leden van de onderfamilie Castorinae, die bevers omvat die nauwer verwant zijn aan de twee levende soorten dan aan de recent uitgestorven reuzenbever. Het stamt waarschijnlijk rechtstreeks af van de vroegst bekende castorine Propalaeocastor.

## Vondsten
Resten van dit dier werden gevonden in Europa (Frankrijk en Duitsland).